# Orde van Verdienste (Italië)

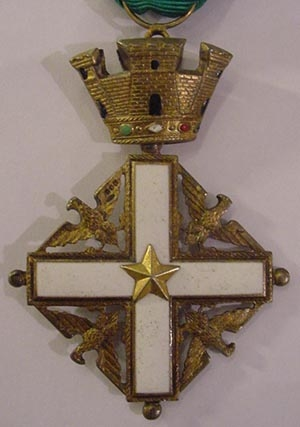
Het kleinood van de Orde (1951-2001)

De Orde van Verdienste van de Republiek Italië (Italiaans: "Ordine al Merito della Republica Italiana") werd op 3 maart 1951, enige jaren na het afschaffen van de Orde van Sint-Mauritius en Sint-Lazarus en de Orde van de Italiaanse Kroon ingesteld. Deze ridderorde beloont verdiensten op het vlak van wetenschap en staatkunde, sociale verdiensten en militaire verdienste. De Italiaanse president is de Grootmeester van de Orde.

## Graden van de Orde
De Orde heeft vijf graden:
- Grootkruis

De grootkruisen dragen het kleinood van de orde aan een grootlint op de linkerheup en de gouden achtpuntige ster van de orde op de linkerborst. Voor 2001 was de ster van zilver.
Staatshoofden en zeer verdienstelijke Italianen die ook al Grootkruisen in deze Orde zijn, krijgen het Grootkruis met de ordeketen toegekend.
- Grootofficier

De Grootofficieren dragen een kleinood aan een lint om de hals en een vierkante zilveren plaque van de orde op de linkerborst. Voor 2001 was dat een iets kleinere zilveren ster.
- Commandeur

De Commandeur draagt een groot uitgevoerd kleinood van de Orde aan een lint om de hals.  
- Officier

De Officier draagt een gouden kleinood aan een lint op de linkerborst. Voor 2001 was het lint van een rozet voorzien. 
- Ridder

De Ridder draagt een zilveren kleinood aan een lint op de linkerborst.
In 1986 is tijdens het Staatsbezoek van Hare Majesteit Koningin Beatrix aan de President van de Republiek Italië, tot Ridder in de orde benoemd de toenmalige Major Domus (hoofd interne dienst) Peter Beaujean

## Versierselen van de Orde 1951-2001

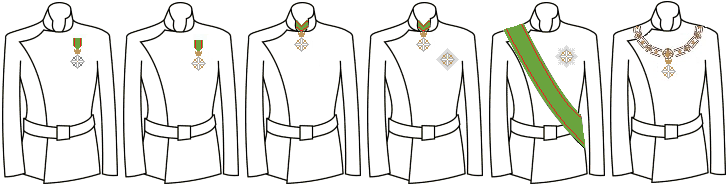
Versierselen tot 2001

Het kleinood was een wit geëmailleerd gouden Latijns kruis met een vijfpuntige gouden ster, het symbool van de republiek, in het centrum. Als verhoging was een muurkroon, een van de oude Phalerae van het Romeinse Rijk aangebracht.In de armen van het kruis werden vier gouden Romeinse Adelaar geplaatst.
De achtpuntige ster was van zilver en belegd met het kruis, maar zonder de kroon.
Het lint was groen met twee rode strepen.
De ordeketen was van goud en bestaat uit 22 schakels. Elf schakels stelden  vijfpuntige sterren voor en tien waren  gestileerde acanthusbloemen. Het kruis was opgehangen aan een schakel in de vorm van een monogram dat de letters "RI" voorstelde.

## Huidige versierselen

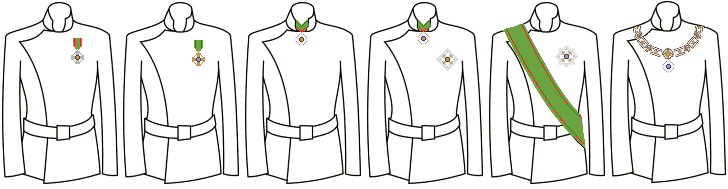
Versierselen sinds 2001

De huidige versierselen grijpen in hun vorm terug op de oude Orde van de Italiaanse Kroon. Het kruis heeft nu ronde, wijd uitlopende armen en een gouden medaillon met de ster van de republiek.
De muurkroon is vervallen en de adelaar werd vervangen door een lauwerkrans. Ook de keten is enigszins gewijzigd. De linten bleven gelijk maar de officieren dragen geen rozet meer op hun lint. Zij onderscheiden zich nu van de ridders omdat hun kleinood van goud is waar bij de Ridder alleen zilver werd gebruikt.

De ster van de Grootkruisen is sinds 2001 achtpuntig en van goud en de Grootofficieren dragen nu een zilveren plaque.

## Nederland
In Nederland is Pierre Louis d’Aulnis de Bourouill in 1985 benoemd tot Ufficiale al Ordine del Merito della Repubblica Italiana (Ridder 4de klasse). De onderscheiding is hem uitgereikt tijdens een diner op de Italiaanse ambassade in Den Haag. De vlag hing halfstok omdat het Heizeldrama zich net had afgespeeld, waarbij 32 Italianen om het leven kwamen. Op 9 november 2022 heeft Mark Rutte het Grootkruis in de Italiaanse Orde van Verdienste ontvangen. In juli 2025 werd Ulysse Ellian door de Italiaanse ambassadeur benoemd tot ridder in de Italiaanse Orde van Verdienste. Ellian spant zich in voor het inrichten van het Nederlands gevangeniswezen naar Italiaans voorbeeld.